# 常来坊

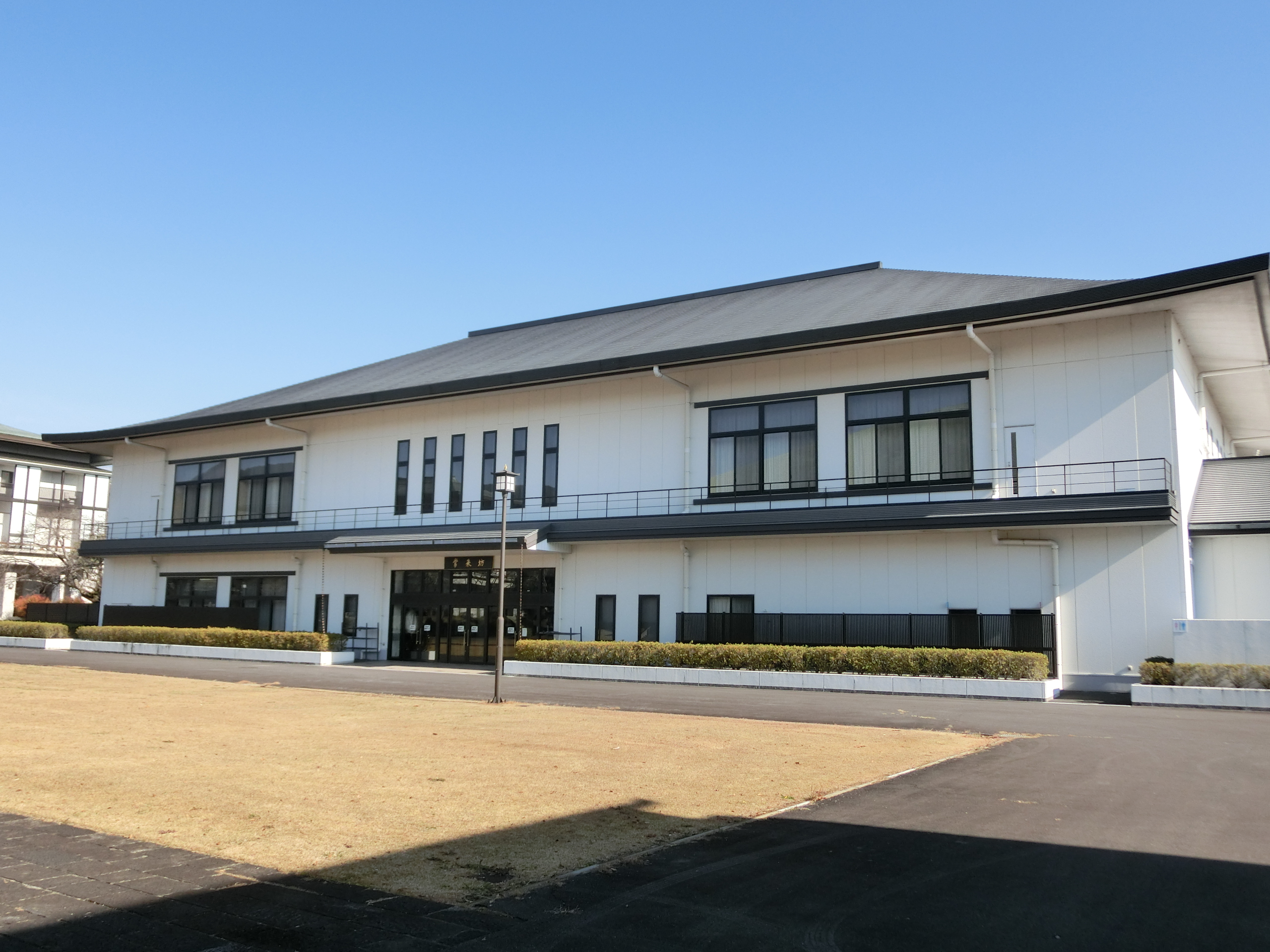
常来坊

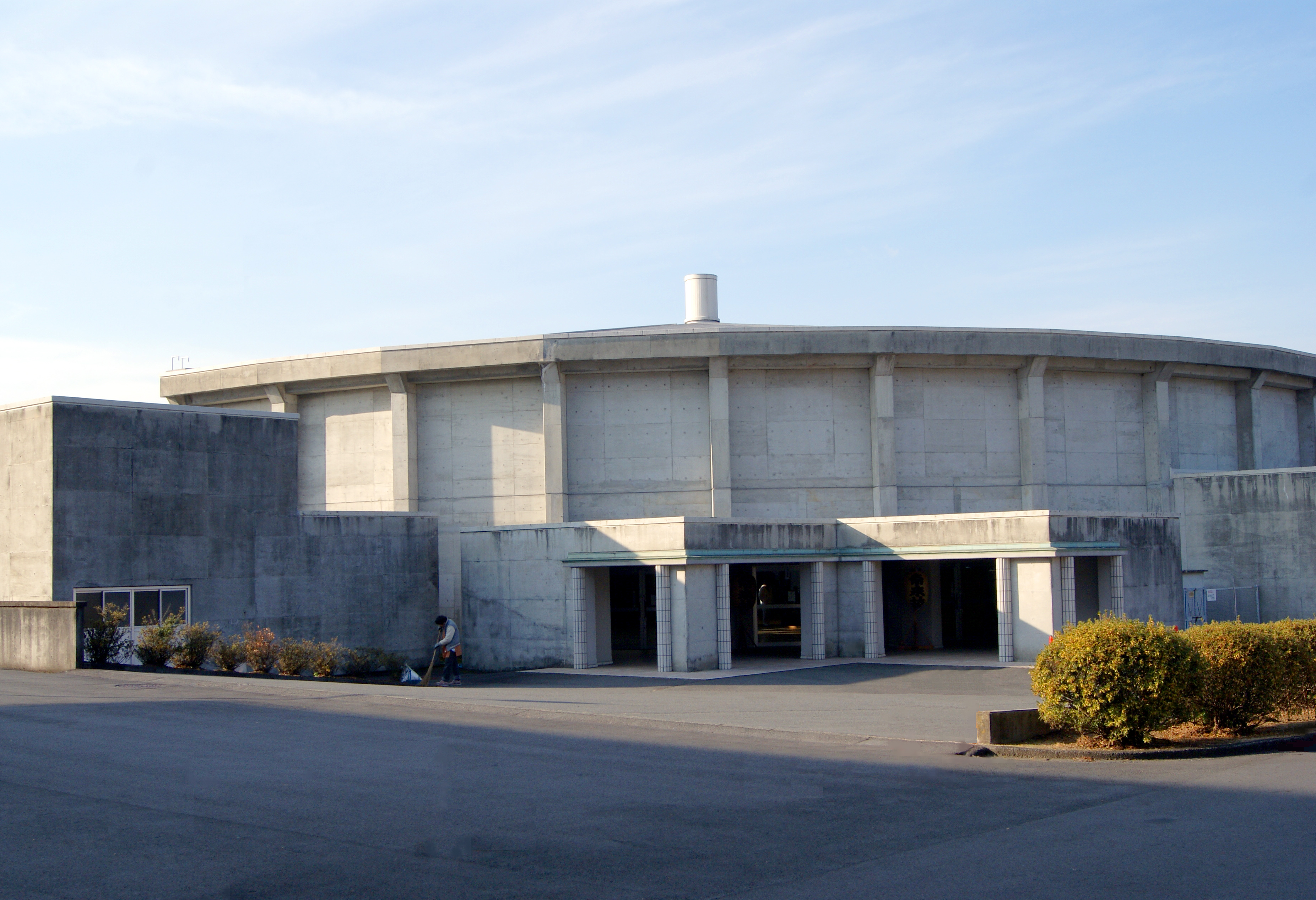
旧常来坊（2010年1月撮影）

常来坊（じょうらいぼう）は、日蓮正宗総本山大石寺の塔中坊の一つ。

## 歴史
- 昭和47年（1972年）10月18日 - 第66世法主日達の開基として建立される。
- 平成23年（2011年）3月15日 - 総一坊南側へ移転新築。

## 概要
- 以前の建物は670畳敷きの大広間に3000人を収容でき、500人が宿泊可能であった。
- 現在の建物は2階建てで、1階には下足のまま入れる300名を収容可能な椅子席の講堂、2階には450畳の大広間があり、いずれにも本尊が安置されている。
- 現在は地元信徒の会合や大石寺大坊内の僧侶の葬儀等にも使われている。

## 住職
- 初代 菅野谷道(後年、創価学会側に付き、宗門離脱。除歴)
- 第2代 保高映道
- 第3代 國井衛道